# Kirsten Zöllner
Kirsten Zöllner (Hannover, 2 agosto 1981) è un ex cestista tedesco.